# Качурівка
Качурі́вка — село Куяльницької сільської громади в Подільському районі Одеської області, Україна. Населення становить 653 осіб.

## Історія
За даними 1859 року в селі Велика Кочуранка (Понори) Ананьївського повіту Херсонської губернії мешкало 232 осіб (107 чоловічої статі та 125 — жіночої), налічувалось 32 дворових господарств, існувала православна церква.
Станом на 1886 рік у колишньому власницькому селі Кіндратівської волості мешкало 28 осіб, налічувалось 5 дворових господарств, існувала православна церква.
За переписом 1897 року кількість мешканців зросла до 572 осіб (290 чоловічої статі та 282 — жіночої), з яких 571 — православної віри.
Під час організованого радянською владою Голодомору 1932—1933 років помер щонайменше 41 житель села.
12 вересня1967 року с. Качурівка та с. Новоселівка були об'єднані в одне село Качурівка.
Колишній орган місцевого самоврядування — Качурівська сільська рада.
12 червня 2020 року, відповідно до Розпорядження Кабінету Міністрів України від № 724-р «Про визначення адміністративних центрів та затвердження територій територіальних громад Одеської області», увійшло до складу Куяльницької сільської територіальної громади.
19 липня 2020 року, в результаті адміністративно-територіальної реформи і ліквідації Подільського району (1923-2020), село увійшло до складу новоутвореного Подільського району Одеської області.

## Населення
Згідно з переписом УРСР 1989 року чисельність наявного населення села становила 658 осіб, з яких 300 чоловіків та 358 жінок.
За переписом населення України 2001 року в селі мешкало 649 осіб.

### Мова
Розподіл населення за рідною мовою за даними перепису 2001 року:
| Мова       | Відсоток |
| ---------- | -------- |
| українська | 89,13 %  |
| молдовська | 7,20 %   |
| російська  | 2,91 %   |
| білоруська | 0,46 %   |
| гагаузька  | 0,15 %   |

## Постаті
- Катішов Віталій Федорович (1974—2015) — солдат Збройних сил України, учасник російсько-української війни, загинув під Дебальцевим.